# Absolutely Free
«Absolutely Free» — другий альбом Френка Заппи і групи The Mothers of Invention 1967 року. Як і попередній альбом «Freak Out!» (1966), «Absolutely Free» насичений складно побудованими музичними композиціями та політичної і соціальної сатирою. Альбом піднявся до 41 сходинки в хіт-парадах «Pop Albums» журналу Billboard.
У первісному виданні альбому на кожній з двох сторін грамплатівки розміщувався набір пісень, що складали міні-сюїту. У перевиданні на компакт-диску між ними був вставлені два бонус-треки з синглу, випущеного в 1967 році з піснями «Why Dontcha Do Me Right?» и «Big Leg Emma».

## Список композицій
Автор всіх композицій: Френк Заппа
Сюїта 1: «Absolutely Free» (1st in a Series of Underground Oratorios)
1. Plastic People — 3:42
2. The Duke of Prunes — 2:13
3. Amnesia Vivace — 1:01
4. The Duke Regains His Chops — 1:52
5. Call Any Vegetable — 2:15
6. Invocation and Ritual Dance of the Young Pumpkin — 7:00
7. Soft-Sell Conclusion — 1:40

Два трека з синглу 1967 року (бонус-треки перевидання CD, 1995, Rykodisc):
1. Big Leg Emma — 2:31
2. Why Don'tcha Do Me Right? — 2:37

Сюїта 2: «The M.O.I. American Pageant» (2nd in a Series of Underground Oratorios)
1. America Drinks — 1:52
2. Status Back Baby — 2:54
3. Uncle Bernie's Farm — 2:10
4. Son of Suzy Creamcheese — 1:34
5. Brown Shoes Don't Make It — 7:30
6. America Drinks and Goes Home — 2:46